# 名作平積み大作戦
名作平積み大作戦（めいさくひらづみだいさくせん）は、NHKBSハイビジョンと衛星第2テレビおよびNHKワールド・プレミアムで、2005年4月から2007年3月まで放送されたバラエティ番組である。

## 概要
副音声解説放送（アナログBS2は通常の2重音声、そのほかはステレオ2音声）と字幕放送を実施した。NHKワールド・プレミアムは字幕放送と副音声解説放送は行わず、通常のステレオ放送のみであった。
番組は毎回あるテーマに沿って、古今東西の文学の名作を2人のプレゼンターがその作品のあらすじ紹介や一部分の朗読を行い、ゲストのタレントとスタジオの一般視聴者50人がその作品について興味を示したがどうかをボタン判定、更に、書店のスタッフが平積みをするかを最終判定するという内容だった。紹介される名作は原則として1回あたり国内文学1作, 海外文学1作だった。書店スタッフは毎回3人が登場。氏名及び書店のおおよその所在地（例「東京・下北沢」）は表示されたが書店名は表示されなかった。
プレゼンターは推薦本の手書きPOPを作成する、そして書店スタッフは平積みすることを決めた本のPOPを持ち帰る、という趣向だった。スタッフロールの後に各書店で平積み後6日間で何人が当該本を買ったかが簡単に披露された（つまり番組収録から放送まで少なくとも6日間は経過していたことになる）。しかしこの6日間はまだ放送前であり、いくら著名人の手書きPOPがあっても地味な名作文学なのだから苦戦を強いられたようで、ほとんどが一桁という結果だった（時々「0人」ということもあった）。

## 放送時間
- BShi：隔週水曜日 23:00 - 23:45
- BS2：隔週日曜日 19:30 - 20:15

## 出演者
- 司会
  - 中条誠子
  - 岩槻里子
  - 塚原愛